# Chichibu (Region)

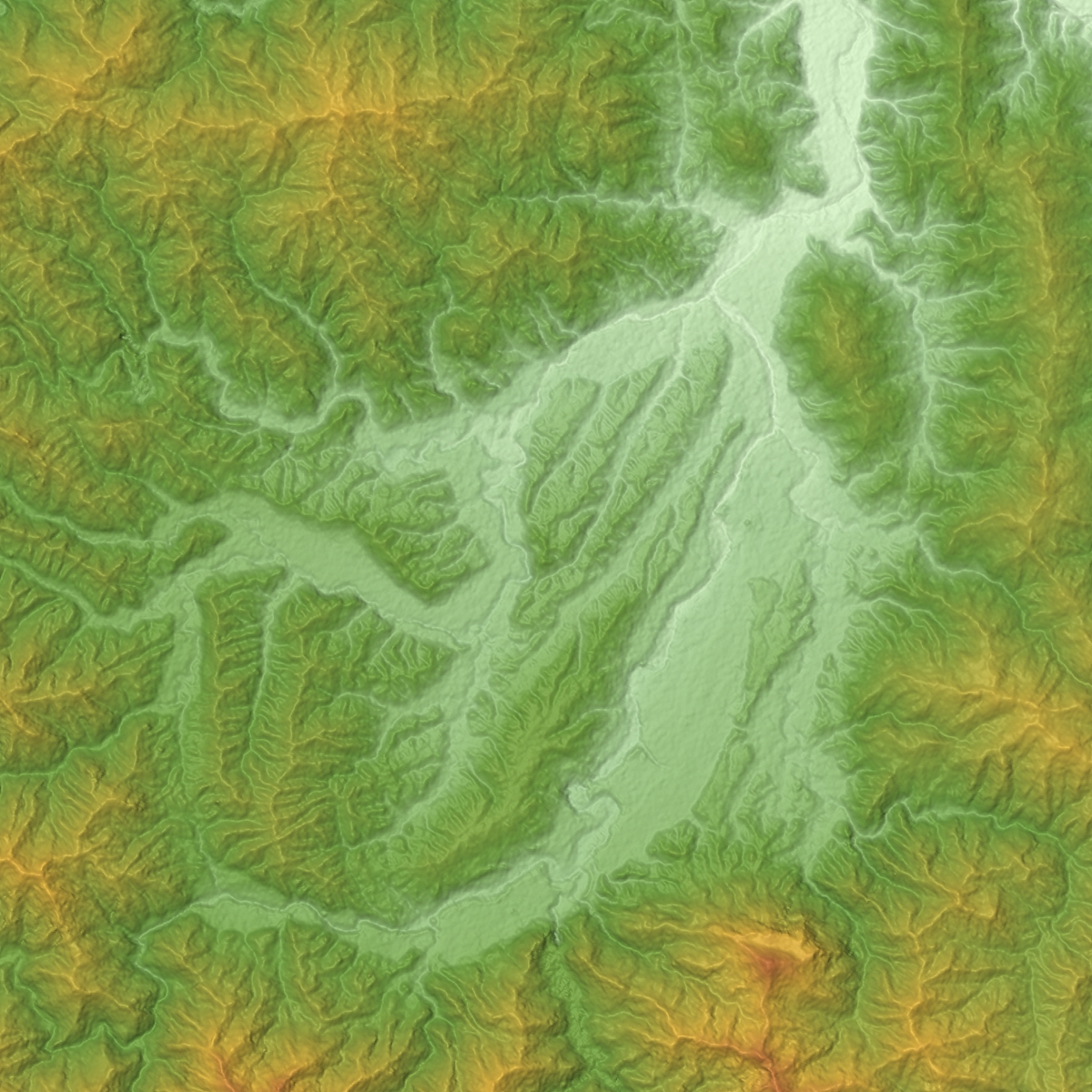
Topographische Karte des Chichibu-Beckens

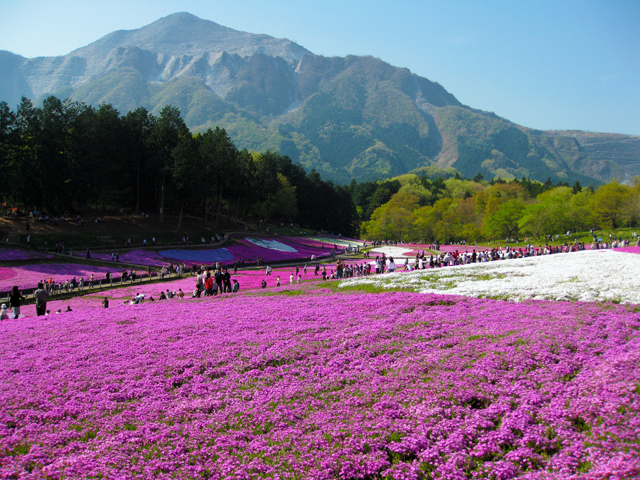
Phlox-Blüte im Hitsujiyama-Park

Chichibu (japanisch 秩父, eindeutiger 秩父地方 Chichibu-chihō, „Region Chichibu“, bei der Verwaltung auch 秩父地域 Chichibu chiiki) ist eine Region im Westen der japanischen Präfektur (-ken) Saitama. In der heutigen Definition der Präfekturverwaltung als regionale Außenstelle der Präfekturverwaltung umfasst sie die kreisfreie Stadt (-shi) Chichibu und vier der verbliebenen fünf Gemeinden im namensgebenden Landkreis (-gun) Chichibu. Das Dorf Ost-Chichibu(Higashi-Chichibu-mura) gehört zwar zum Kreis Chichibu, aber in dieser Verwaltungsdefinition zur Region/Unterpräfektur [Kawagoe-]Hiki.
Die ländliche Region wird umschlossen vom Chichibu-Gebirge (Chichibu-sanchi), einem Ostausläufer des Kantō-Gebirges, aus dem hier der heutige Oberlauf des Arakawa und seine Zuflüsse kommen und das Chichibu-Becken (Chichibu-bonchi) gebildet haben. Der Tourismus spielt eine wichtige Rolle. Die Eröffnung der Chichibu-Linie der Seibu Tetsudō 1969 schloss die Region direkt an das Eisenbahnnetz Tokios an und führte zu einem Wachstumsschub. Im landesweiten demographischen Wandel schrumpft die Region Chichibu inzwischen seit Jahrzehnten.